# Длотовские
Длотовские (пол. Dłotowski; в ряде источников описываются как Длатовские) — русский дворянский род.
Польские дворяне герба Венжик, Иван, Николай и Михаил, поступили в 1655 году в русское подданство.
Эраст Константинович Длотовский, генерал от инфантерии (1806—1876), был председателем главного военного суда.
Александр Алексеевич Длотовский (1809—1868) — российский лесовод и педагог; генерал-майор.
Род этой фамилией был внесён Герольдией в родословные книги Смоленской (VI часть) и Орловской (VI и II части) губерний Российской империи.